# داروند (مقاطعة غيلانغرب)
داروند (بالفارسية: داروند) هي قرية تقع في قسم ديره الريفي في إيران. يقدر عدد سكانها بـ 31 نسمة .